# Petaloconchus intortus
Vermetus intortus
Espèce
Synonymes
- †Serpula intorta Lamarck, 1818
- †Vermilia intorta Lamarck, 1818
- †Vermetus intortus Lamarck, 1818

Petaloconchus intortus est une espèce fossile d'escargot de mer, un mollusque gastéropode marin du genre vivant Petaloconchus et de la famille des Vermetidae, les escargots vers ou coquilles de vers.

## Classification
L'espèce Petaloconchus intortus est décrite en 1818 par le paléontologue et zoologue français Jean-Baptiste de Lamarck (1744-1829), sous le protonyme †Vermetus intortus,.

### Fossiles
Selon Paleobiology Database en 2024, le nombre de collections de fossiles référencées est de trente-trois,.
Ces fossiles sont Lutétien de l'Éocène moyen au Pléistocène moyen, soit donc datés de  47,8 à 0,129 Ma avant notre ère.

### Répartition
Ces collections de fossiles sont trouvées en Italie (dix collections), Espagne (une), Antarctique (une), Grèce (trois), Royaume-Uni (deux), Autriche (une), France (deux), Pologne (une), Slovaquie (une).

### Publication originale
- [1818] Jean-Baptiste de Lamarck, « Histoire naturelle des animaux sans vertèbres, présentant les caractères généraux et particuliers de ces animaux », Encyclopédie méthodique, vol. Tome 5,‎ 1818, p. 1-612.